# Amalin de Hazbún
Amalin de Hazbún es una destacada diseñadora de moda colombiana, conocida en el ámbito profesional como "La Aguja de Oro de Colombia".

## Biografía
Amalin de Hazbún nació en  San Marcos, Sucre, en el seno de una familia  colombo-libanesa  y desde temprana edad manifestó un gran interés por la moda y el diseño de prendas de vestir. Más tarde, se estableció en Barranquilla, una ciudad que se convertiría en un importante centro de la moda en Colombia.

## Carrera
A medida que su reputación crecía, se convirtió en una figura influyente en el mundo de la moda en Colombia. Uno de los momentos más destacados en la carrera de Amalin de Hazbún tuvo lugar en 1975, cuando diseñó y confeccionó trajes para ocho candidatas a Miss Colombia.

## Legado
Amalin de Hazbún ha dejado una huella significativa en la industria de la moda en Colombia. Su dedicación al diseño ha servido de inspiración para generaciones futuras de diseñadores en Colombia y ha contribuido a promover la moda colombiana a nivel internacional.